# Dinastia Lodi
A dinastia Lodi foi uma dinastia afegã que, entre 1451 e 1526 governou partes da Índia do Norte, do Panjabe e da atual província de Khyber Pakhtunkhwa. Foi fundada por Balul Cã Lodi, sucedendo à dinastia saídida. A dinastia entrou em declínio durante o reinado de Ibraim Lodi, o qual enfrentou diversas derrotas militares por parte do exército de Rana Sanga, até terminar durante a derrota perante Babur, o qual viria a estabelecer o Império Mogol no norte da Índia.